# بريان أكتون
بريان أكتون (بالإنجليزية: Brian Acton)‏، (مواليد 1972)، هو مبرمج كمبيوتر و رائد أعمال انترنت أميركي. كان يعمل سابقا في شركة ياهو، وفي عام 2009، قام مع شريكة جان كوم، بتأسيس برنامج التراسل للهاتف الجوال واتس آب (WhatsApp)، والذي اشترتها في فبراير 2014 شركة فيسبوك، بمبلغ 19 مليار دولار.